# 定州东关遗址
定州东关遗址，位于中国河北省保定市东关村，为保定市定州市的一个省级文物保护单位，类型为古遗址，公布时间为1993年7月15日。
定州东关遗址的历史年代为商、周。